# Troškūnai
Troškūnai (ryska: Трошкунай) är en ort i Litauen. Den ligger i den centrala delen av landet, 100 km norr om huvudstaden Vilnius. Troškūnai ligger 84 meter över havet och antalet invånare är 480.
Terrängen runt Troškūnai är mycket platt. Runt Troškūnai är det glesbefolkat, med 20 invånare per kvadratkilometer. Närmaste större samhälle är Anyksciai, 17,9 km sydost om Troškūnai. I omgivningarna runt Troškūnai växer i huvudsak blandskog.